# Consell Nacional de Nagaland
El Consell Nacional Naga (també Consell Nacional de Nagaland, CNN) o Naga National Council (NNC) és una organització política del poble naga.

## Història
Fou format el 1945 amb base principalment al Naga Club format pels naga que havien estat a l'estranger. El Consell Nacional va declarar la independència el 14 d'agost de 1947. El Consell va tenir el control del país fins al 1950. Els indis van ocupar militarment les principals ciutats, però el país sempre fou controlat pels Consell Nacional (fins que el 1980 va esdevenir Consell Nacional Socialista de Nagaland, al que va passar el control efectiu). Fou fundat pel vicepresident Mayangnokcha Ao, i el secretari Imti Aliba Ao. El secretari adjunt fou Angami Naga, T. Sakhrie. Imti Alba, fill d'un pastor, havia estat secretari de la Hills Students' Federation, afiliada a l'All-India Students' Federation.
L'11 de desembre de 1950 Angami Zapu Phizo fou elegit president del Consell Nacional i el moviment nacionalista es va accelerar. Es va organitzar un plebiscit nacional que es va fer sota ocupació militar el 16 de maig de 1951 i en el que el 99,91% dels vots eren favorables a la independència. Les eleccions al parlament indi del febrer de 1952 foren boicotejades pels naga (no es va poder trobar ni un sol ètnic naga per dipositar la papereta i únicament ho van fer els soldats i funcionaris indis). Es va iniciar un moviment de desobediència civil, rebutjant el pagament d'impostos i boicotejant les dependències del govern i les escoles. La repressió policial dels indis fou ferotge. Els indis van poder subornar a T. Sakhrie, secretari del Consell Nacional, al que van oferir importants càrrecs i diners i el Consell va patir la primera escissió però que no va passar del grupet que havia rebut els diners.
El 22 de març de 1956 el Consell Nacional Naga va formar el Govern Federal de Nagaland amb un exèrcit propi, i va organitzar mal que bé la resistència. Va establir una constitució i va hissar la bandera nacional. El govern era el braç executiu i militar del Consell.
El 1969 va patir una escissió que va formar el Consell Revolucionari de Nagaland i el Govern Revolucionari de Nagaland (RGN) que demanava converses polítiques. Aquest grup va signar la pau el 14 d'agost de 1973, que va portar a l'acord general de Shillong de data 11 de novembre de 1975.
Encara que Phizo no el va condemnar explícitament, l'anomenada Assemblea Nacional (un òrgan del Consell nacional que feia les funcions de parlament de la nació) dirigida pel vicepresident Isak Chishi Swu i el secretari Thuingaleng Muivah, van rebutjar l'acord. Phizo, que era a Londres, va enviar forces militars contra els líders oposats a l'acord, que va quedar de fet dividida en dos faccions: la de Phizo i la de Isak i Muivah; aquestos no solament van impedir l'actuació dels lleials a Phizo, sinó que van aconseguir la majoria a l'organització (1978) i tota la part militar va quedar sota el seu control. El 1980 el Consell Nacional Naga fou substituït pel Consell Nacional Socialista de Nagaland dirigit per Isak, Muivah i Kaplang, que va obtenir l'ajut de la Xina i Pakistan. El Govern Federal de Nagaland fou substituït pel Govern de la República Popular de Nagaland.
EL Consell Nacional Naga va romandre com organització a l'exili fins a la mort de Phizo el 1990. Després la seva neta Adino Phizo l'ha refundat i intenta mantenir l'organització viva.